# Jaworzyny (Zawadka)
Jaworzyny – przysiółek wsi Zawadka w Polsce, położony w województwie małopolskim, w powiecie myślenickim, w gminie Tokarnia.
W latach 1975–1998 przysiółek należał administracyjnie do województwa krakowskiego.